# Peer Assessment Rating
Das Peer Assessment Rating (Peer-Assessment-Rating-Index, PAR-Index) beschreibt den Schweregrad einer Zahnfehlstellung mit einer einzigen Zahl. Der Ausdruck bedeutet zu Deutsch etwa „Bewertung durch kollegiale Überprüfung“ (siehe „Peer Assessment“). Durch Vergleich des PAR-Index zu Beginn einer Behandlung mit dem Index am Ende der Behandlung kann die Qualität kieferorthopädischer Behandlungen festgestellt werden. Er wird daher in der englischen Literatur teilweise auch als „Index of Orthodontic Treatment Outcome“ bezeichnet.

## Entstehung des PAR-Index
Der PAR-Index wurde 1987 von einer aus zehn erfahrenen Kieferorthopäden bestehenden Arbeitsgruppe der „British Orthodontic Standards Working Party“ entwickelt. Nachdem der Index unter verschiedenen
Gesichtspunkten überprüft und insbesondere die Gewichtung der einzelnen Komponenten, die den Index ausmachen, in einem aufwändigen Verfahren festgelegt wurde, wurde er im Jahr 1992 von einer Gruppe um Stephen Richmond publiziert.
Der PAR-Index besteht aus mehreren Komponenten. In den ursprünglichen Publikationen wurden 13 Komponenten genannt, die in späteren Überarbeitungen umgruppiert und auf letztlich 5 Komponenten zusammengefasst worden sind.
In Österreich ist die Verwendung des PAR-Index seit 1. Juli 2015 zur Beurteilung der kieferorthopädischen Behandlungsqualität durch die Sozialversicherungen verpflichtend vorgesehen. Zur Ermittlung der Behandlungsnotwendigkeit nach sozialversicherungsrechtlichen Kriterien wurde gleichzeitig die Anwendung des IOTN (Index of Orthodontic Treatment Need) vorgeschrieben.

## Aufbau des PAR-Index
Der PAR-Index besteht aus fünf Komponenten:
1. Oberes und unteres Frontzahnsegment (Frontzahn-Komponente) – Beurteilt werden: Kontaktpunktverschiebungen, Lücken, impaktierte Zähne
2. Bukkale Okklusions-Komponente – Beurteilt werden: sagittale Verzahnung im Seitzahnbereich, transversale Verzahnung im Seitzahnbereich, vertikale Verzahnung im Seitzahnbereich
3. Sagittaler Überbiss (Overjet-Komponente) – Beurteilt werden: sagittaler Überbiss, frontaler Kreuzbiss
4. Tiefbiss / offener Biss (vertikale Überbiss-Komponente) – Beurteilt werden: frontaler Tiefbiss, frontal offener Biss
5. Mittellinien-Komponente – Beurteilt wird: Mittellinienverschiebung zwischen Ober- und Unterkiefer

In jeder dieser Komponenten werden Punkte für Abweichungen von der Normokklusion vergeben. Beurteilt werden nur bleibende Zähne. Für jede Komponente ist ein Gewichtungsfaktor angegeben. Die Punkte innerhalb einer Komponente werden jeweils mit diesem Faktor multipliziert. Die so erhaltenen Punkte der 5 Komponenten werden zuletzt zur Gesamtpunktezahl des PAR-Index addiert.

## Ermittlung der Punktezahl

### Oberes und unteres Frontzahnsegment (Frontzahn-Komponente)
Es werden die anterioren Segmente des Ober- und Unterkiefers von Eckzahn bis Eckzahn hinsichtlich folgender Kriterien beurteilt:

#### Kontaktpunktverschiebungen
Es werden die Kontaktpunktverschiebungen benachbarter bleibender Zähne vermessen. Je größer die Verschiebung, desto mehr Punkte werden vergeben.
| PAR-Punkte in der Frontzahn-Komponente                          | PAR-Punkte in der Frontzahn-Komponente | PAR-Punkte in der Frontzahn-Komponente |
| --------------------------------------------------------------- | -------------------------------------- | -------------------------------------- |
| Ausmaß der Kontaktpunktverschiebung, Messbereich: Zähne 3 bis 3 | Punkte                                 |                                        |
| 0 mm – 1 mm                                                     | 0                                      |                                        |
| >1 mm – 2 mm                                                    | 1                                      |                                        |
| >2 mm – 4 mm                                                    | 2                                      |                                        |
| >4 mm – 8 mm                                                    | 3                                      |                                        |
| >8 mm                                                           | 4                                      |                                        |
| Impaktierter Zahn (verlagert oder Lücke ≤4mm)                   | 5                                      |                                        |

### Bukkale Okklusions-Komponente
Die Verzahnung im Seitzahnbereich wird in der sagittalen Relation (Messbereich: Zähne 3 bis 8), in der vertikalen Relation (Messbereich: Zähne 3 bis 8) und in der transversalen Relation (Messbereich: Zähne 4 bis 8) beurteilt.

#### Sagittale Relation
Es wird beurteilt, ob, von bukkal betrachtet, eine satte Höcker-Fossa-Verzahnung vorliegt. Leichte Abweichungen werden mit einem PAR-Punkt bewertet, eine Höcker-Höcker-Verzahnung wird mit 2 PAR-Punkten bewertet. Dabei ist es unerheblich, ob eine Verschiebung in Richtung Angle-Klasse II oder III vorliegt. Rechte und linke Seite werden getrennt beurteilt.

#### Vertikale Relation
Ein offener Biss von mehr als 2 mm an mindestens zwei antagonistischen Zahnpaaren im Messbereich einer Seite wird mit einem PAR-Punkt bewertet. Tiefbiss im Messbereich bleibt unbewertet. Rechte und linke Seite werden getrennt beurteilt.

#### Transversale Relation
Es werden Kreuzbiss, Kopfbiss und Scherenbiss beurteilt. Je mehr Zähne betroffen sind, umso mehr PAR-Punkte werden vergeben. Rechte und linke Seite werden getrennt beurteilt.
| PAR-Punkte in der bukkalen Okklusions-Komponente                                     | PAR-Punkte in der bukkalen Okklusions-Komponente | PAR-Punkte in der bukkalen Okklusions-Komponente |
| ------------------------------------------------------------------------------------ | ------------------------------------------------ | ------------------------------------------------ |
| Ausmaß der Abweichung                                                                | Punkte                                           |                                                  |
|                                                                                      |                                                  |                                                  |
| Sagittale Relation (anterior-posterior), Messbereich: Zähne 3 bis 8                  |                                                  |                                                  |
| Gute Verzahnung                                                                      | 0                                                |                                                  |
| Weniger als halbe Prämolarenbreite Abweichung                                        | 1                                                |                                                  |
| Halbe Prämolarenbreite Abweichung (Höcker-Höcker-Verzahnung)                         | 2                                                |                                                  |
|                                                                                      |                                                  |                                                  |
| Vertikale Relation (offener Biss), Messbereich: Zähne 3 bis 8                        |                                                  |                                                  |
| Kein offener Biss                                                                    | 0                                                |                                                  |
| Seitlich offener Biss >2 mm bei mindestens 2 Zahnpaaren                              | 1                                                |                                                  |
|                                                                                      |                                                  |                                                  |
| Transversale Relation (Kreuzbiss, Kopfbiss, Scherenbiss), Messbereich: Zähne 4 bis 8 |                                                  |                                                  |
| Kein Kreuzbiss                                                                       | 0                                                |                                                  |
| Kreuzbisstendenz (Kopfbiss)                                                          | 1                                                |                                                  |
| Einzelner Zahn im Kreuzbiss oder Scherenbiss                                         | 2                                                |                                                  |
| Mehr als ein Zahn im Kreuzbiss                                                       | 3                                                |                                                  |
| Mehr als ein Zahn im Scherenbiss                                                     | 4                                                |                                                  |

### Sagittaler Überbiss (Overjet-Komponente)
Beurteilt wird der positive sagittale Überbiss (Overjet, Schneidezahnstufe, Messbereich: Zähne 2 bis 2) sowie der frontale Kreuzbiss (negativer sagittaler Überbiss, Messbereich: Zähne 3 bis 3).

#### Positiver Overjet
Gemessen wird die Distanz vom labialsten oberen Schneidezahn zu seinem antagonistischen Schneidezahn im Unterkiefer, und zwar parallel zur Okklusionsebene und radial zum Zahnbogen.

#### Frontaler Kreuzbiss
Der negative Overjet entspricht einem frontalen Kreuzbiss. Beurteilt werden Schneide- und Eckzähne. Je nachdem, wie viele Zähne betroffen sind, werden mehr oder weniger PAR-Punkte vergeben.
Wenn Punkte sowohl für einen vergrößerten positiven Overjet als auch für einen frontalen Kreuzbiss vergeben werden können, so werden diese addiert.
| PAR-Punkte in der Overjet-Komponente | PAR-Punkte in der Overjet-Komponente | PAR-Punkte in der Overjet-Komponente | PAR-Punkte in der Overjet-Komponente |
| ------------------------------------ | ------------------------------------ | ------------------------------------ | ------------------------------------ |
| Ausmaß des positiven Overjets        | Punkte                               | Ausmaß des frontalen Kreuzbisses     | Punkte                               |
| 0 mm – 3 mm                          | 0                                    | Kein Kreuzbiss                       | 0                                    |
| >3 mm – 5 mm                         | 1                                    | Ein oder mehr Zähne im Kantbiss      | 1                                    |
| >5 mm – 7 mm                         | 2                                    | Einzelner Zahn im Kreuzbiss          | 2                                    |
| >7 mm – 9 mm                         | 3                                    | Zwei Zähne im Kreuzbiss              | 3                                    |
| >9 mm                                | 4                                    | Mehr als zwei Zähne im Kreuzbiss     | 4                                    |
| Messbereich: Zähne 2 bis 2           |                                      | Messbereich: Zähne 3 bis 3           |                                      |

### Tiefbiss / offener Biss (vertikale Überbiss-Komponente)
Ausmaß von Tiefbiss und offenem Biss im Schneidezahnbereich werden beurteilt.

#### Tiefbiss
Gemessen wird, wie sehr ein oberer Schneidezahn einen unteren überdeckt. Es zählt die stärkste Überdeckung. Je stärker der Tiefbiss, umso mehr PAR-Punkte werden vergeben.

#### Offener Biss
Der Normalabstand von der Schneidekante eines oberen Schneidezahns zum antagonistischen unteren Schneidezahn wird gemessen. Es zählt der größte messbare Abstand. Je größer der offene Biss, umso mehr PAR-Punkte werden vergeben.
Wenn Punkte sowohl für einen Tiefbiss als auch für einen offenen Biss vergeben werden können, so werden diese addiert.
| PAR-Punkte in der vertikalen Überbiss-Komponente                  | PAR-Punkte in der vertikalen Überbiss-Komponente | PAR-Punkte in der vertikalen Überbiss-Komponente      | PAR-Punkte in der vertikalen Überbiss-Komponente |
| ----------------------------------------------------------------- | ------------------------------------------------ | ----------------------------------------------------- | ------------------------------------------------ |
| Ausmaß des Tiefbisses, Messbereich: Zähne 2 bis 2                 | Punkte                                           | Ausmaß des offenen Bisses, Messbereich: Zähne 2 bis 2 | Punkte                                           |
| Bis zu ⅓ des unteren Schneidezahns überdeckt                      | 0                                                | Kein offener Biss                                     | 0                                                |
| >⅓ bis zu ⅔ des unteren Schneidezahns überdeckt                   | 1                                                | Offener Biss ≤1mm                                     | 1                                                |
| >⅔ aber nicht die ganze Krone des unteren Schneidezahns überdeckt | 2                                                | Offener Biss >1 mm bis 2 mm                           | 2                                                |
| Gesamte Krone oder mehr des unteren Schneidezahns überdeckt       | 3                                                | Offener Biss >2 mm bis 4 mm                           | 3                                                |
|                                                                   |                                                  | Offener Biss >4 mm                                    | 4                                                |

### Mittellinien-Komponente
Die Abweichung der Zahnbogenmitten von Ober- zu Unterkiefer wird beurteilt, indem bestimmt wird, ob die obere Mitte (Kontakt der oberen mittleren Schneidezähne) mit der unteren Mitte (Kontakt der unteren mittleren Schneidezähne) übereinstimmt, bzw. wie sehr sich die obere Mitte über einen unteren Schneidezahn projiziert. Je nachdem, wie stark die Abweichung der Mittellinien ist, werden mehr oder weniger PAR-Punkte vergeben.
| PAR-Punkte in der Mittellinien-Komponente                                             | PAR-Punkte in der Mittellinien-Komponente |
| ------------------------------------------------------------------------------------- | ----------------------------------------- |
| Ausmaß der Mittellinienverschiebung                                                   | Punkte                                    |
| Mitten stimmen überein oder Verschiebung bis ¼ der Breite eines unteren Schneidezahns | 0                                         |
| Verschiebung um mehr als ¼ bis ½ der Breite eines unteren Schneidezahns               | 1                                         |
| Verschiebung um mehr als ½ der Breite eines unteren Schneidezahns                     | 2                                         |

### Gewichtung der PAR-Punkte
Die für die fünf Komponenten vergebenen Punkte fließen nicht in gleicher Wertigkeit in den PAR-Index ein. Für jede Komponente ist ein Gewichtungsfaktor angegeben, mit dem die Punkte der jeweiligen Komponente zu multiplizieren sind.
| Gewichtungsfaktoren           | Gewichtungsfaktoren |
| ----------------------------- | ------------------- |
| Komponente                    | Gewichtung          |
| Frontzahn-Komponente          | 1                   |
| Bukkale Okklusions-Komponente | 1                   |
| Overjet-Komponente            | 6                   |
| Vertikale Überbiss-Komponente | 2                   |
| Mittellinien-Komponente       | 4                   |

Der PAR-Index errechnet sich aus der Summe der gewichteten PAR-Punkte aller fünf Komponenten.

## Berechnung der Behandlungsqualität
Eine gegebene Zahnstellung wird als „exzellent“ bezeichnet, wenn weniger als 5 PAR-Punkte vorliegen, als „akzeptabel“ bei 5 bis 10 PAR-Punkten und als „nicht akzeptabel“ bei mehr als 10 PAR-Punkten.
Die Verbesserung einer gegebenen Situation kann durch Bestimmung der Reduktion der Anzahl der PAR-Punkte ermittelt werden, was allerdings nur bei einer Ausgangssituation mit vielen PAR-Punkten zu einer sinnvollen Aussage führen kann. Daher wird üblicherweise die prozentuelle Verbesserung des ursprünglichen PAR-Werts ermittelt.

Berechnung der prozentuellen Verbesserung: {\displaystyle {\frac {PAR(Anfang)-PAR(Ende)}{PAR(Anfang)}}} x 100
Ab einer Reduktion der PAR-Punkte um 30 % kann von einer Verbesserung der kieferorthopädischen Situation gesprochen werden, ab 70 % Reduktion von einer starken Verbesserung. Gute Kieferorthopäden sollten durch ihre Behandlungen im Durchschnitt eine PAR-Index-Verbesserung von 70 % erreichen oder übertreffen.

## Besonderheiten des PAR-Index in Österreich

### Anwendung im Einzelfall
Der PAR-Index soll die Qualität von kieferorthopädischen Praxen oder Behandlungszentren vergleichbar machen, wofür eine Verbesserung um durchschnittlich zumindest 70 % des Index zwischen Behandlungsbeginn bis Behandlungsende als erstrebenswert bezeichnet wird. Im Gegensatz dazu wird in Österreich eine Verbesserung um 70 % der Punkte des PAR-Index für jeden einzelnen Behandlungsfall von den Sozialversicherungen gefordert.

### Verpflichtung zur Digitalisierung
In der Kommunikation zwischen Kieferorthopäden und Sozialversicherung sollen alle Unterlagen nach Möglichkeit digital übermittelt werden. Für Vertragskieferorthopäden ist die Übermittlung digitalisierter Unterlagen, einschließlich digitalisierter Modelle, nach mehrmaliger Verlängerung einer Übergangsfrist seit Juli 2022 verpflichtend. Zur Vermessung virtueller Zahnmodelle ist daher deren digitale Vermessung erforderlich. Für den österreichischen Markt wurden geeignete Module des Vermessungsprogramms OnyxCeph³ der Firma Image Instruments GmbH, Niederwaldstraße 3, D-09123 Chemnitz, welche die Erfordernisse zur digitalen Vermessung des PAR-Index sowie der österreichischen Variante des IOTN erfüllt, gemeinsam mit dem Verband Österreichischer Kieferorthopäden entwickelt.